# Nephodia flaviplaga
Nephodia flaviplaga là một loài bướm đêm trong họ Geometridae.